# غروفر لاند
غروفر لاند (بالإنجليزية: Grover Land)‏ هو لاعب كرة قاعدة أمريكي، ولد في 22 سبتمبر 1884 في فرانكفورت في الولايات المتحدة، وتوفي في 22 يوليو 1958 في فينيكس في الولايات المتحدة.

## وصلات خارجية
- غروفر لاند على موقعبيزبول رفرنس.كوم (الدوري الرئيسي) (الإنجليزية)
- غروفر لاند على موقعبيزبول رفرنس.كوم (الدوري الثانوي) (الإنجليزية)
- غروفر لاند على موقع جمعية أبحاث البيسبول الأمريكية (الإنجليزية)